# Tromatobia
Tromatobia är ett släkte av steklar som beskrevs av Förster 1869. Tromatobia ingår i familjen brokparasitsteklar.

## Bildgalleri

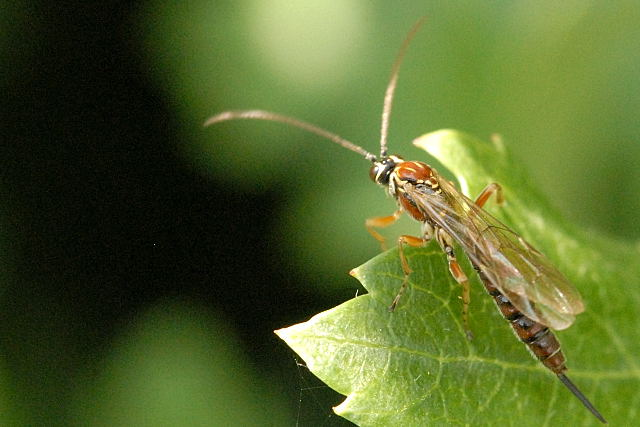

## Dottertaxa tillTromatobia, i alfabetisk ordning[1][2]
- Tromatobia argiopei
- Tromatobia argiopes
- Tromatobia blancoi
- Tromatobia carballoi
- Tromatobia commutabilis
- Tromatobia dilutula
- Tromatobia flavistellata
- Tromatobia forsiusi
- Tromatobia huebrichi
- Tromatobia hutacharerni
- Tromatobia koehleri
- Tromatobia lineata
- Tromatobia lineatoria
- Tromatobia lineiger
- Tromatobia maculata
- Tromatobia nipponica
- Tromatobia notator
- Tromatobia oculatoria
- Tromatobia onerosa
- Tromatobia ornata
- Tromatobia ovivora
- Tromatobia pacayae
- Tromatobia pacifica
- Tromatobia quadricolor
- Tromatobia rufopectus
- Tromatobia sejuncta
- Tromatobia sponsa
- Tromatobia sulcata
- Tromatobia taiwana
- Tromatobia tricolor
- Tromatobia ulatei
- Tromatobia variabilis
- Tromatobia zonata
- Tromatobia zunigai